# Sicarius vallenato
Espèce
Sicarius vallenato est une espèce d'araignées aranéomorphes de la famille des Sicariidae.

## Distribution
Cette espèce est endémique de Colombie.

## Publication originale
- Cala-Riquelme, Gutiérrez-Estrada, Flórez-Daza & Agnarsson, 2017 : A new six-eyed sand spider Sicarius Walckenaer, 1847 (Araneae: Haplogynae: Sicariidae) from Colombia, with information on its natural history. Arachnology, vol. 17, no 4, p. 176-182.